# Палик, Арен
Арен Палик (англ. Aren Palik) — микронезийский политический деятель. Вице-президент Федеративных Штатов Микронезии с 13 сентября 2022 года.

## Биография
В 1982 году окончил Университет Восточного Орегона. Работал в финансовом секторе Микронезии. Был генеральным директором Банка развития тихоокеанских островов в то время, когда он был избран в Конгресс Федеративных Штатов Микронезии в 2019 году. В Конгрессе он представлял штат Косаие.